# 947年
| 千纪： | 1千纪 |
| 世纪： | 9世纪 \| 10世纪 \| 11世纪 |
| 年代： | 910年代 \| 920年代 \| 930年代 \| 940年代 \| 950年代 \| 960年代 \| 970年代 |
| 年份： | 942年 \| 943年 \| 944年 \| 945年 \| 946年 \| 947年 \| 948年 \| 949年 \| 950年 \| 951年 \| 952年 |
| 纪年： | 丁未年（羊年）；于阗同慶三十六年；辽（吳越）会同十年，大同元年，天祿元年；南汉乾和五年；后蜀广政十年；后晋（吴越、荆南、马楚）开运四年；南唐保大五年；大理至治二年；后汉（吴越、荆南、马楚）天福十二年；日本天慶十年，天曆元年 |

## 大事记
- 中国
  - 1月11日——耶律德光进军开封，契丹灭后晋，後晉北平王劉知遠因中原無主，在太原稱帝，沿用後晉年號。
  - 2月24日——耶律德光在开封建国，改契丹为辽国。
  - 4月7日——吴越援军打败包围福州的南唐军，并使割据福州的李仁达交出兵权。
  - 4月24日——耶律德光撤離開封。
  - 5月15日——耶律德光逝世，翌日遼義宗讓國皇帝耶律倍的長子耶律阮發兵奪取南京析津府，並在隨軍將領擁戴下自立為皇帝，是為遼世宗。
  - 在上京（今內蒙古巴林左旗）的蕭太后述律平派其子耶律李胡在南京北部的泰德泉交戰，大敗。經過大臣耶律屋質的勸阻，太后才同意於是雙方在橫渡約定擁立耶律阮當皇帝。
  - 三月，留從效趁南唐征討福州李仁達慘敗驅逐南唐戍兵。
  - 六月，劉知遠建立後漢。
  - 後漢討杜重威魏州之戰，劉知遠遣高行周與鎮寧軍節度使慕容彦超率軍至鄴城打擊杜重威。
  - 吳越忠獻王錢弘佐逝世，其弟錢弘倧繼位。
  - 楚文昭王馬希範逝世，其弟馬希廣繼位。

## 逝世
- 5月15日 - 遼太宗耶律德光。
- 6月22日 - 吳越忠獻王錢弘佐
- 楚文昭王馬希範。
- 劉昫 後唐莊宗時任太常博士、翰林學士。後晉時，官至司空、平章事。